# Byers Peninsula

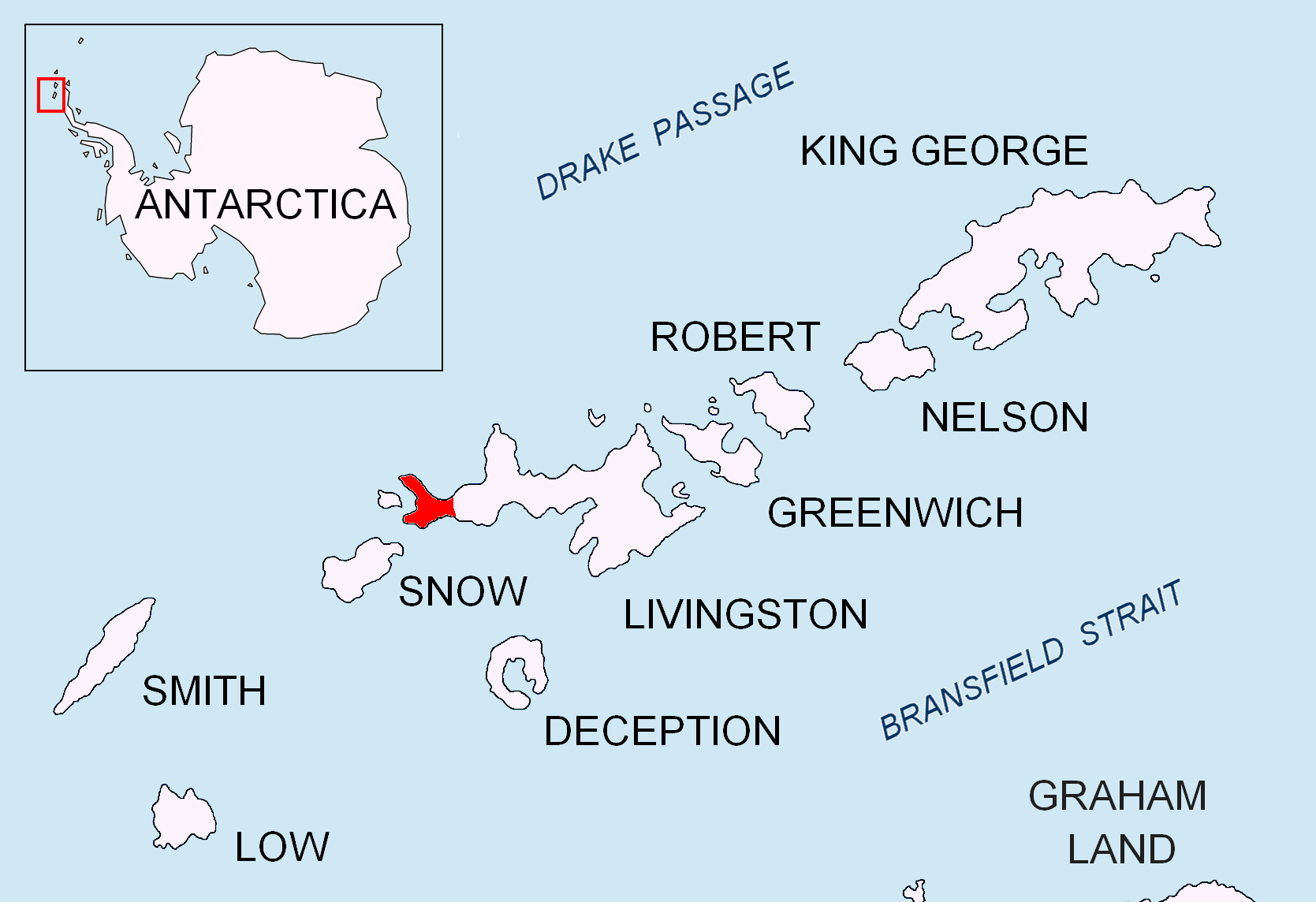
Położenie Byers Peninsula na Wyspie Livingstona – półwysep zaznaczony kolorem czerwonym

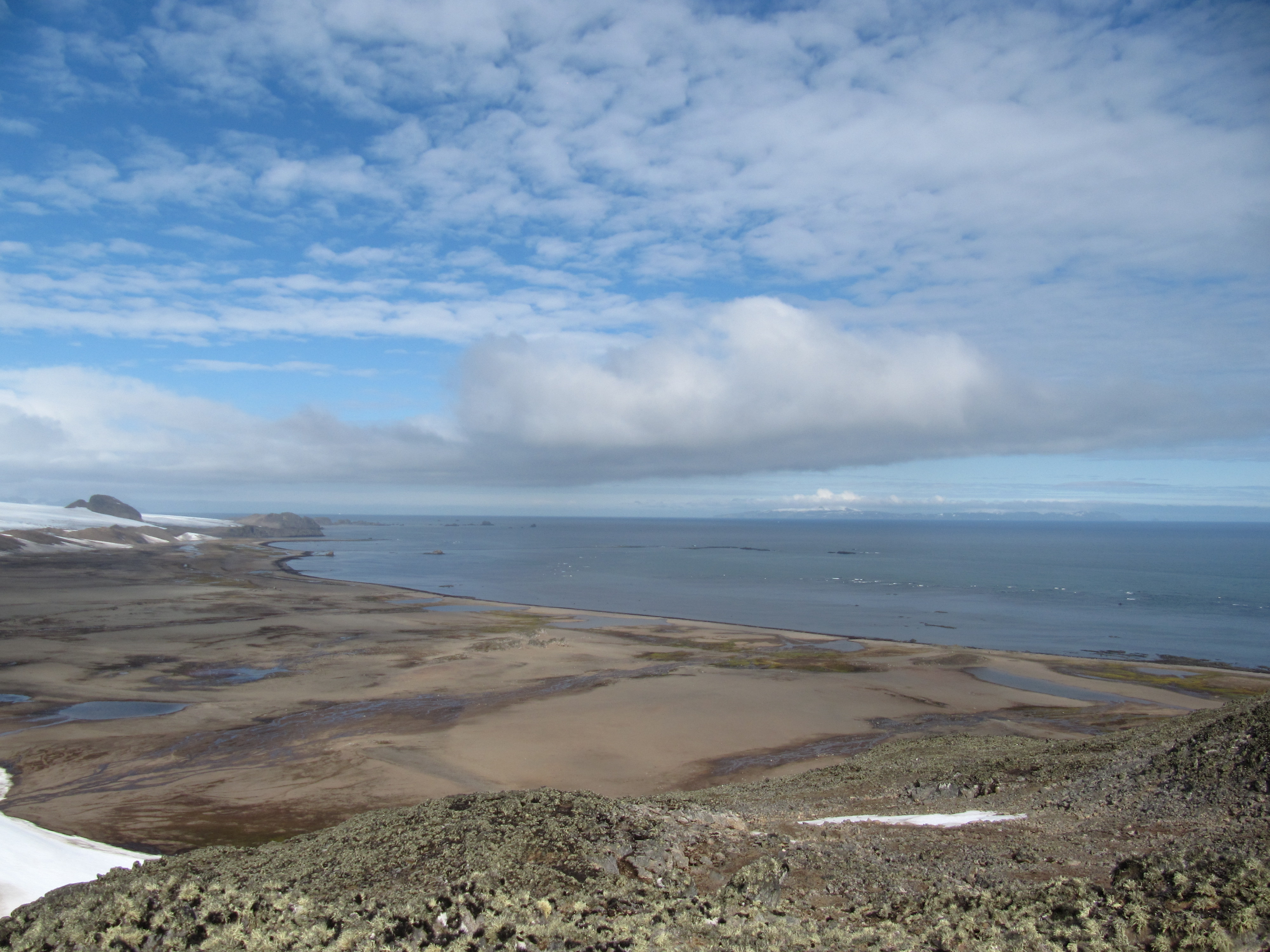
South Beaches

Byers Peninsula – półwysep w zachodniej części Wyspy Livingstona na Szetlandach Południowych.
Jeden z nielicznych obszarów wyspy pozbawiony pokrywy lodowej i największy niepokryty lodem teren w archipelagu. Występuje tu ponad 60 jezior, gęsta sieć wodna z licznymi strumieniami i licznymi mniejszymi i płytszymi zbiornikami słodkowodnymi, co czyni go prawdopodobnie najważniejszym obszarem dla badań limnologicznych na Szetlandach Południowych lub nawet w całym regionie Półwyspu Antarktycznego.
W 1966 roku został desygnowany jako Szczególnie Chroniony Obszar Antarktyki (ang. Antarctic Specially Protected Area, ASPA) – a od 2002 roku desygnowany jako ASPA 126: Byers Peninsula, Livingston Island, South Shetland Islands. Obszar Byers Peninsula jest również ostoją ptaków IBA z uwagi na zamieszkujące go duże kolonie ptaków morskich – rybitw antarktycznych i mew południowych.

## Nazwa
Półwysep został nazwany na cześć nowojorskiego armatora Jamesa Byersa, który w sierpniu 1820 roku bezskutecznie próbował przekonać rząd Stanów Zjednoczonych do założenia osady w Szetlandach Południowych i zajęcia archipelagu . Sam w latach 1820–1821 na wyspy wysłał flotę łowców fok, która najpierw miała bazę na Rugged Island, a później w Yankee Harbour na Greenwich Island .

## Geografia
Półwysep o powierzchni ok. 60,6 km² na zachodnim krańcu Wyspy Livingstona , w kształcie litery „Y” . Z trzech stron oblewają go wody oceanu a na wschodzie ogranicza Rotch Dome . Nieregularna linia brzegowa półwyspu liczy 71 km i charakteryzuje występowaniem licznych cypli, klifów, wysepek i skał przybrzeżnych, a także szerokich plaż – na północy rozciągają się Robbery Beaches, na zachodzie President Beaches a na południu – South Beaches, najbardziej rozległe w całym archipelagu  (12 km długości i 900 m szerokości ).
Byers Peninsula to jeden z nielicznych obszarów wyspy pozbawiony pokrywy lodowej . Obszar bez pokrywy lodowej rozciąga się na osi wschód-zachód na ok. 9 km oraz na ok. 18,2 km z północnego zachodu na południowy wschód, co czyni go największym niepokrytym lodem terenem w archipelagu Szetlandów Południowych . Półwysep jest raczej plaski, łagodnie opadający, z kilkoma niewielkimi wzniesieniami dochodzącymi do 65–265 m . Część środkową wypełnia szeroki płaskowyż o wysokości 105 m, z kilkoma stożkami wulkanicznymi, m.in. Chester Cone (188 m) i Negro Hill (143 m) . Na północnym zachodzie leży grzbiet Ray Promontory, którego północny kraniec wieńczy Start Hill (265 m) – najwyższe wzniesienie półwyspu .

### Geologia
Półwysep zbudowany jest ze skał osadowych i wylewnych z okresu od górnej jury do dolnej kredy . Skały te stanowią część łuku magmowego z okresu mezozoiku i kenozoiku, który jest odsłonięty w całym regionie Półwyspu Antarktycznego, a najbardziej na Byers Peninsula . Wschodnią część półwyspu tworzą dolnokredowe tufy, brekcje, zlepieńce, piaskowce i mułowce; zachodnią – kredowe mułowce, piaskowce i zlepieńce, poprzecinane częstymi intruzjami wulkanicznymi . Obszary przybrzeżne zdominowane są przez holoceńskie żwiry i aluwia, przede wszystkim South Beaches i wschodnia część Robbery Beaches .

### Hydrosfera
Na półwyspie występuje ponad 60 jezior , m.in. Midge Lake, Limnopolar Lake i Basalt Lake , gęsta sieć wodna z licznymi strugami wodnymi oraz liczne mniejsze i płytsze zbiorniki słodkowodne (zamarzające zimą do dna) . Z tego względu półwysep jest prawdopodobnie najważniejszym obszarem dla badań limnologicznych na Szetlandach Południowych lub nawet w całym regionie Półwyspu Antarktycznego .
Największym i zarazem najgłębszym jeziorem jest Midge Lake (587 × 112 m), którego głębokość maksymalna dochodzi do 9 m . Wszystkie jeziora śródlądowe są ubogie w składniki odżywcze i bardzo przejrzyste . Charakteryzują się grubą warstwą osadów przykrytych gęstym Drepanocladus longifolius . Pozostają zamarznięte przez 9–11 miesięcy w roku do głębokości 1,0–1,5 m . W większości jezior odnotowano występowanie skorupiaków takich jak karłowaty widłonóg Boeckella poppei czy krewetka Branchinecta gainii .
W sąsiedztwie brzegu występują słone jeziora lagunowe, przede wszystkim na President Beaches, które charakteryzują się bogatszą bioróżnorodnością – występują tu m.in. glony, skorupiaki, okrzemki i skąposzczety .
Większość strumieni wypływa sezonowo z pól śnieżnych, a ich głębokość nie przekracza 5–10 cm . Większe strumienie mają do 4,5 km długości, do 20 m szerokości i 30–50 cm głębokości w swoim dolnym biegu . W większości strumieni odnotowano występowanie sinic, glonów, okrzemek i widłonogów .

### Klimat
Byers Peninsula leży w strefie morskiego klimatu polarnego – wilgotność powietrza utrzymuje się na poziomie 90%, występuje duże zachmurzenie, częste opady i mgły . Nie prowadzono tu badań meteorologicznych przed rokiem 2001, lecz przyjmuje się, ze warunki klimatyczne na półwyspie zbliżone są do tych panujących w bazie Juan Carlos I na Hurd Peninsula . Średnia temperatura latem to +1,1ºC, a zima -6ºC, przy czym maksymalna temperatura latem to +9ºC, a minimalna zima – poniżej -26ºC . Wiatry wieją przeważnie z południowego zachodu i z północnego wschodu. Ich prędkość dochodzi do 24 km h-1, a podczas sztormow do ponad 140 km h-1 .
Przez większą część roku półwysep pozostaje przysypany śniegiem, który ulega stopieniu latem .

### Flora i fauna
Na półwyspie występują dwa gatunki roślin nasiennych: śmiałek antarktyczny i kolobant antarktyczny . Odnotowano tu również występowanie przynajmniej 56 gatunków porostów, 29 mchów i 5 wątrobowców . Rosną tu rzadkie gatunki, m.in. Anthelia juratzkana, Brachythecium austroglareosum, Chorisodontium aciphyllum, Ditrichum hyalinum, Herzogobryum teres, Hypnum revolutum, Notoligotrichum trichodon, Pachyglossa dissitifolia, Platydictya jungermannioides, Schistidium occultum, Syntrichia filaris, Syntrichia saxicola, Himantormia lugubris, Ochrolechia parella, Peltigera didactyla i Pleopsidium chlorophanum .
Obszar Byers Peninsula jest ostoją ptaków IBA z uwagi na zamieszkujące go duże kolonie ptaków morskich – rybitw antarktycznych i mew południowych . Na półwyspie gniazdują również: pingwiny maskowe, pingwiny białobrewe, oceanniki żółtopłetwe, warcabniki, petrelce olbrzymie, oceanniki czarnobrzuche, kormorany niebieskookie, wydrzyki brunatne oraz pochwodzioby żółtodziobie . Zaobserwowano tu także jedyne skrzydlate owady Antarktyki – Parochlus steinenii oraz nielotne muchówki Belgica antarctica .
Plaże South Beaches zamieszkują mirungi południowe . Odnotowano tu także okazjonalne występowanie weddelek arktycznych (fok Weddela), krabojadów foczych i amfitryt lamparcich (lampartów morskich) . Plaże Cape Shirreff i San Telmo Island zamieszkuje największa kolonia kotików antarktycznych w regionie Półwyspu Antarktycznego, licząca 5727 osobników (stan na 2021 rok) .
W 1966 roku półwysep został desygnowany jako Szczególnie Chroniony Obszar Antarktyki (ang. Antarctic Specially Protected Area, ASPA) – a od 2002 roku desygnowany jako ASPA 126: Byers Peninsula, Livingston Island, South Shetland Islands .

## Historia
Po odkryciu Wyspy Livingstona 19 lutego 1819 roku przez angielskiego żeglarza Williama Smitha (1775–1847) , wyspa i całe Południowe Szetlandy szybko stały się celem wypraw amerykańskich i brytyjskich łowców fok, m.in. Josepha Herringa, Jamesa P. Sheffielda i Jamesa Weddella . Obozy łowców fok znajdowały się m.in. na Byers Peninsula w pobliżu Nikopol Point, Sealer Hill, Negro Hill, Rish Point, Sparadok Point, Lair Point i Varadero Point, oraz na przylądku Cape Shirreff i Elephant Point . Podczas prac archeologicznych odkryto pozostałości 25 schronisk na samym półwyspie Byers Peninsula . Polowania nie podlegały żadnej regulacji i w ciągu paru lat wybito prawie wszystkie foki, co zmusiło łowców do wycofania się z regionu . Wyspa Livingstona przez lata pozostała opuszczona .
Półwysep został sfotografowany z powietrza przez uczestników Falkland Islands and Dependencies Aerial Survey Expedition (FIDASE) w latach 1956–1957 i następnie zbadany z lądu przez Falkland Islands Dependencies Survey (FIDS) w latach 1957–1958 .
Na South Beaches znajduje się międzynarodowy obóz badawczy – International Field Camp – złożony z dwóch chatek z włókna szklanego – utrzymywany przez Hiszpanię, lecz otwarty dla wszystkich badaczy  .